# Lijst van nieuwe spoorwegstations in Nederland
Op deze pagina staan spoorwegstations die nieuw zijn geopend (er was eerst nog geen station) of heropend na geruime tijd niet te zijn gebruikt. Als begin wordt 1970 genomen, vanwege de grootschalige wijziging in de dienstregeling van de NS, bekend als Spoorslag '70. Een ander belangrijk moment was 10 december 2006, toen de dienstregeling 2007 in gebruik genomen werd en er diverse nieuwe stations werden geopend. Het artikel toont tevens een overzicht van geplande stations.

## Nieuwe stations sinds de jaren zeventig

### Jaren '70
| Openingsdatum     | Station | Afbeelding |
| ----------------- | --- | ---------- |
| 31 mei 1970       | Delft Zuid (sinds 15 december 2019: Delft Campus)                                                                   |            |
| 31 mei 1970       | Maassluis West (Hoekse lijn, gesloten op 1 april 2017, overgegaan naar de RET)                                      |            |
| 23 mei 1971       | Nieuwerkerk a/d IJssel                                                                                              |            |
| 24 mei 1971       | Amsterdam Bijlmer (sinds 10 december 2006: Amsterdam Bijlmer ArenA)                                                 |            |
| 24 september 1971 | Purmerend Overwhere                                                                                                 |            |
| 26 september 1971 | Eindhoven Beukenlaan (sinds 13 december 2015: Eindhoven Strijp-S)                                                   |            |
| 28 mei 1972       | Bunnik |            |
| 28 mei 1972       | Nijmegen Heyendaal                                                                                                  |            |
| 2 juni 1973       | Nijmegen Dukenburg                                                                                                  |            |
| 3 juni 1973       | Mantgum |            |
| 3 juni 1973       | Sneek Noord |            |
| 3 juni 1973       | Waddinxveen Noord                                                                                                   |            |
| 30 september 1973 | Den Haag CS (sinds 29 mei 2000: Den Haag Centraal)                                                                  |            |
| 30 september 1973 | Zoetermeer |            |
| 24 mei 1974       | Diemen |            |
| 24 mei 1974       | Hilversum NOS (van 29 mei 1989 tot 14 december 2013: Hilversum Noord, sinds 15 december 2013: Hilversum Media Park) |            |
| 24 mei 1974       | Voorburg 't Loo (Hofpleinlijn, gesloten op 2 juni 2006, overgegaan naar HTM en RET)                                 |            |
| 1 juni 1975       | Emmen Bargeres (gesloten op 3 april 2011)                                                                           |            |
| 1 juni 1975       | Heerenveen IJsstadion (alleen bij evenementen)                                                                      |            |
| 1 juni 1975       | Hengelo Oost |            |
| 1 juni 1975       | Schiedam Nieuwland (Hoekse lijn, gesloten op 1 april 2017, overgegaan naar de RET)                                  |            |
| 1 mei 1977        | Heeze |            |
| 22 mei 1977       | Bovenkarspel Flora                                                                                                  |            |
| 22 mei 1977       | Centrum-West (Zoetermeer Stadslijn, gesloten op 2 juni 2006, overgegaan naar de HTM)                                |            |
| 22 mei 1977       | Delftsewallen (Zoetermeer Stadslijn, gesloten op 2 juni 2006, overgegaan naar de HTM)                               |            |
| 22 mei 1977       | Dorp (Zoetermeer Stadslijn, gesloten op 2 juni 2006, overgegaan naar de HTM)                                        |            |
| 22 mei 1977       | Driemanspolder (Zoetermeer Stadslijn, gesloten op 2 juni 2006, overgegaan naar de HTM)                              |            |
| 22 mei 1977       | Meerzicht (Zoetermeer Stadslijn, gesloten op 2 juni 2006, overgegaan naar de HTM)                                   |            |
| 22 mei 1977       | Palenstein (Zoetermeer Stadslijn, gesloten op 2 juni 2006, overgegaan naar de HTM)                                  |            |
| 22 mei 1977       | Stadhuis (Zoetermeer Stadslijn, gesloten op 2 juni 2006, overgegaan naar de HTM)                                    |            |
| 22 mei 1977       | Voorweg (Zoetermeer Stadslijn, gesloten op 2 juni 2006, overgegaan naar de HTM)                                     |            |
| 28 mei 1978       | Seghwaert (Zoetermeer Stadslijn, gesloten op 2 juni 2006, overgegaan naar de HTM)                                   |            |
| 21 december 1978  | Amsterdam Zuid (tussen 1985 en 2006: Amsterdam Zuid/WTC)                                                            |            |
| 21 december 1978  | Schiphol (vanaf 13 december 2015: Schiphol Airport)                                                                 |            |
| 29 september 1979 | Buytenwegh (Zoetermeer Stadslijn, gesloten op 2 juni 2006, overgegaan naar de HTM)                                  |            |
| 29 september 1979 | De Leyens (Zoetermeer Stadslijn, gesloten op 2 juni 2006, overgegaan naar de HTM)                                   |            |
| 29 september 1979 | Leidsewallen (Zoetermeer Stadslijn, gesloten op 2 juni 2006, overgegaan naar de HTM)                                |            |

### Jaren '80
| Jaar              | Station                                                                                              | Afbeelding |
| ----------------- | --- | ---------- |
| 31 mei 1980       | Den Helder Zuid                                                                                      |            |
| 31 mei 1980       | Duiven                                                                                               |            |
| 26 september 1980 | Alkmaar Noord                                                                                        |            |
| 28 september 1980 | Utrecht Lunetten                                                                                     |            |
| 31 mei 1981       | Amsterdam RAI (heropend in 1992)                                                                     |            |
| 31 mei 1981       | Capelle Schollevaar                                                                                  |            |
| 31 mei 1981       | Hoofddorp                                                                                            |            |
| 31 mei 1981       | Nieuw Vennep                                                                                         |            |
| 31 mei 1981       | Oss West                                                                                             |            |
| 31 mei 1981       | Rhenen                                                                                               |            |
| 31 mei 1981       | Rosmalen                                                                                             |            |
| 31 mei 1981       | Veenendaal Centrum                                                                                   |            |
| 31 mei 1981       | Veenendaal West                                                                                      |            |
| 22 mei 1982       | Houten                                                                                               |            |
| 29 mei 1983       | Hoorn Kersenboogerd                                                                                  |            |
| 29 mei 1983       | Amsterdam Sloterdijk Noord (na sluiting van Amsterdam Sloterdijk Zuid in 1985: Amsterdam Sloterdijk) |            |
| 31 mei 1985       | Leiden De Vink (tegenwoordig: De Vink)                                                               |            |
| 2 juni 1985       | Doetinchem de Huet                                                                                   |            |
| 2 juni 1985       | IJlst                                                                                                |            |
| 31 mei 1986       | Vlissingen Souburg                                                                                   |            |
| 1 juni 1986       | Amsterdam Lelylaan                                                                                   |            |
| 1 juni 1986       | Amsterdam De Vlugtlaan (gesloten op 28 mei 2000)                                                     |            |
| 30 mei 1987       | Almere Buiten                                                                                        |            |
| 30 mei 1987       | Almere CS (sinds 30 mei 1999: Almere Centrum)                                                        |            |
| 30 mei 1987       | Almere Muziekwijk                                                                                    |            |
| 31 mei 1987       | Amersfoort Schothorst                                                                                |            |
| 31 mei 1987       | Dalen                                                                                                |            |
| 31 mei 1987       | Helmond Brouwhuis                                                                                    |            |
| 31 mei 1987       | 's-Hertogenbosch Oost                                                                                |            |
| 31 mei 1987       | Maastricht Randwyck                                                                                  |            |
| 28 mei 1988       | Lelystad Centrum                                                                                     |            |
| 10 december 1989  | Deventer Colmschate                                                                                  |            |
| 10 december 1989  | Zaandam Kogerveld                                                                                    |            |

### Jaren '90
| Jaar             | Station | Afbeelding |
| ---------------- | --- | ---------- |
| 27 mei 1990      | Dordrecht Stadspolders                                                                                                 |            |
| 2 juni 1991      | Leeuwarden Camminghaburen                                                                                              |            |
| 16 februari 1992 | Doetinchem Stadion (gesloten in 2005)                                                                                  |            |
| 31 mei 1992      | Helmond 't Hout |            |
| 23 mei 1993      | Diemen Zuid |            |
| 23 mei 1993      | Duivendrecht |            |
| 23 mei 1993      | Gouda Goverwelle |            |
| 1 februari 1996  | Almere Parkwijk |            |
| 1 mei 1996       | Almere Strand (na 2 maanden alweer gesloten, heropend op 1 juni 1999 tijdens evenementen, gesloten op 8 december 2012) |            |
| 2 juni 1996      | Den Haag Moerwijk |            |
| 2 juni 1996      | Enschede Drienerlo (sinds 13 december 2015: Enschede Kennispark)                                                       |            |
| 28 november 1996 | Amsterdam ArenA (alleen bij evenementen)                                                                               |            |
| 1 maart 1997     | Voorhout |            |
| 24 mei 1998      | Haarlem Spaarnwoude |            |

### Jaren '00
| Jaar             | Station                                                                                        | Afbeelding |
| ---------------- | ---------------------------------------------------------------------------------------------- | ---------- |
| 28 mei 2000      | Hillegom (heropening)                                                                          |            |
| 8 januari 2001   | Houten Castellum (gesloten tussen 14 december 2008 en 12 december 2010)                        |            |
| 10 juni 2001     | Winterswijk West                                                                               |            |
| 18 november 2001 | Enschede De Eschmarke                                                                          |            |
| 18 november 2001 | Glanerbrug                                                                                     |            |
| 1 juni 2002      | Nijmegen Lent (heropend op 25 juli 2013 als uitgebreider station)                              |            |
| 14 december 2003 | Tilburg Reeshof                                                                                |            |
| 14 december 2003 | Utrecht Terwijde (heropend op 5 november 2007 als uitgebreider station)                        |            |
| 11 december 2004 | Arnhem Zuid                                                                                    |            |
| 12 december 2004 | Almere Oostvaarders                                                                            |            |
| 11 december 2005 | Den Haag Ypenburg                                                                              |            |
| 28 mei 2006      | Amersfoort Vathorst                                                                            |            |
| 10 december 2006 | Apeldoorn De Maten                                                                             |            |
| 10 december 2006 | Apeldoorn Osseveld                                                                             |            |
| 10 december 2006 | Gaanderen (heropening)                                                                         |            |
| 10 december 2006 | Helmond Brandevoort                                                                            |            |
| 10 december 2006 | Twello                                                                                         |            |
| 10 december 2006 | Voorst-Empe                                                                                    |            |
| 14 april 2007    | Tiel Passewaaij                                                                                |            |
| 10 juni 2007     | Utrecht Zuilen                                                                                 |            |
| 1 oktober 2007   | Groningen Europapark                                                                           |            |
| 5 november 2007  | Vleuten (heropening)                                                                           |            |
| 9 december 2007  | Eygelshoven Markt                                                                              |            |
| 9 december 2007  | Heerlen de Kissel (gesloten op 9 december 2018)                                                |            |
| 9 december 2007  | Purmerend Weidevenne                                                                           |            |
| 14 december 2008 | Amsterdam Holendrecht                                                                          |            |
| 14 december 2008 | Krommenie-Assendelft (heropening)                                                              |            |
| 6 mei 2009       | Mook Molenhoek (heropening, voorheen Mook Middelaar)                                           |            |
| 13 december 2009 | Amsterdam Science Park                                                                         |            |
| 14 december 2009 | Nijverdal West (tijdelijke station i.v.m. bouw Salland-Twentetunnel, gesloten op 3 maart 2013) |            |

### Jaren '10
| Jaar             | Station                                           | Afbeelding |
| ---------------- | ------------------------------------------------- | ---------- |
| 13 juni 2010     | Heerlen Woonboulevard                             |            |
| 13 juni 2010     | Maarheeze (heropening)                            |            |
| 3 april 2011     | Emmen Zuid                                        |            |
| 1 mei 2011       | Veendam (heropening)                              |            |
| 11 december 2011 | Sassenheim                                        |            |
| 11 december 2011 | Eijsden (heropening)                              |            |
| 11 december 2011 | Hardinxveld Blauwe Zoom                           |            |
| 11 december 2011 | Sliedrecht Baanhoek                               |            |
| 11 december 2011 | Westervoort (heropening)                          |            |
| 16 april 2012    | Boven Hardinxveld                                 |            |
| 9 december 2012  | Hengelo Gezondheidspark                           |            |
| 9 december 2012  | Hoevelaken                                        |            |
| 9 december 2012  | Almere Poort                                      |            |
| 9 december 2012  | Halfweg-Zwanenburg (heropening, voorheen Halfweg) |            |
| 9 december 2012  | Dronten                                           |            |
| 9 december 2012  | Kampen Zuid                                       |            |
| 8 juni 2013      | Utrecht Leidsche Rijn                             |            |
| 17 november 2013 | Maastricht Noord                                  |            |
| 14 december 2014 | Nijmegen Goffert                                  |            |
| 2 februari 2015  | Barneveld Zuid                                    |            |
| 22 augustus 2016 | Utrecht Vaartsche Rijn                            |            |
| 10 december 2017 | Boskoop Snijdelwijk                               |            |
| 12 februari 2018 | Waddinxveen Triangel                              |            |
| 28 maart 2018    | Eemshaven                                         |            |
| 9 december 2018  | Lansingerland-Zoetermeer                          |            |
| 15 december 2019 | Zwolle Stadshagen                                 |            |

## Geplande stations
De heropening van station Stadskanaal staat gepland voor 2025. De spoorlijn vanaf Zuidbroek kent nu station Veendam nog als eindbestemming, maar de lijn wordt doorgetrokken naar Stadskanaal.
Voor 2026 staat station Hazerswoude-Rijndijk gepland aan de spoorlijn Leiden Centraal - Utrecht Centraal als onderdeel van een frequentieverhoging van de treinen op deze lijn naar vier keer per uur.
In november 2022 heeft de Rijksoverheid bekendgemaakt om €7,5 miljard te investeren in de bereikbaarheid van Nederland. In dit pakket is ook voorgesteld om een aantal nieuwe stations de bouwen. De hierbij genoemde stations zijn:
- Dordrecht Leerpark
- Groningen Suiker
- Rijswijk Buiten
- Rotterdam Stadionpark (verbouwing van Rotterdam Stadion van evenementenhalte tot volledig station)
- Rotterdam Van Nelle
- Schiedam Kethel

Daarnaast zijn enkele locaties bij gemeenten en provincies in onderzoek.
Zo heeft Zwolle plannen voor een station Zwolle-Zuiden onderzoekt ook een station aan de oost-kant van de stad. De provincie Noord-Brabant onderzoekt een station bij het nieuwe ziekenhuis in Roosendaal.